# Klaprothia fasciculata
Klaprothia fasciculata là một loài thực vật có hoa trong họ Loasaceae. Loài này được (C.Presl) Poston mô tả khoa học đầu tiên năm 1990.